# Història de l'alfabet llatí

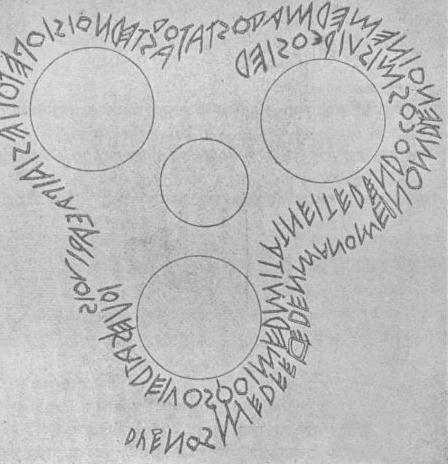
A la Inscripció Duenos que data del segle VI a. C. apareix la primera mostra coneguda de l'alfabet llatí.

L'alfabet llatí que actualment és un dels sistemes d'escriptura dominants té un antic origen i ha sofert una llarga evolució històrica des de la seva aparició al segle VII a. C.

## Origen
Es creu generalment que l'antecedent de l'alfabet llatí és la variant occidental de l'alfabet grec que s'utilitzava a Cumes, una colònia grega del sud d'Itàlia (Magna Grècia). D'aquesta variant de l'alfabet grec en va derivar l'alfabet etrusc, i de l'adopció d'aquest pels altres pobles itàlics de l'època en van derivar els altres alfabets itàlics antics. També els llatins van adoptar l'ús de l'alfabet per transcriure el seu idioma a través dels etruscs al segle vii aC, dels quals van adoptar 21 de les 26 lletres etrusques.

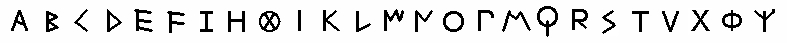
Alfabet de Cumes.

Reproducció de la tauleta massiliana amb l'alfabet etrusc, que es llegia de dreta. a esquerra.

Una llegenda romana atribueix la introducció de l'escriptura a un tal Evandre, fill de la Sibil·la, suposadament 60 anys abans de la guerra de Troia, però no hi ha cap base històrica que sostingui aquesta rondalla.
Originalment l'alfabet llatí constava de les següents lletres:
| A | B | C | D | E | F | Z | H | I | K | L | M | N | O | P | Q | R | S | T | V | X |

- La lletra C representava el fonema /g/
- La lletra I servia tant per a /i/ com per a /j/.
- La lletra V també servia per a dos sons /u/ i /w/.

## Llatí arcaic

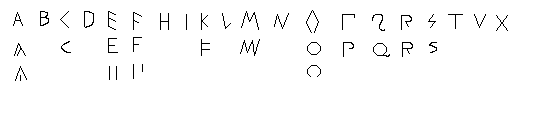
Cal·ligrafia original de l'alfabet llatí arcaic i les seves diferents variants.

La lletra K va ser marginada en favor de la C, que llavors va prendre els valors de /g/ i /k/. Segurament durant el segle III a.C. la lletra Z va caure en desús, tot prenent la seva posició alfabètica la lletra G, una modificació de la lletra C. Segons Plutarc la idea de posar-li un trenc a la C per a poder diferenciar-la de quan representava el fonema /g/ va ser d'Espuri Carvili Màxim Ruga. De manera que la representació va quedar així: C = /k/, G = /g/. D'aquesta maneta l'alfabet va tornar a tenir 21 lletres:
| A | B | C | D | I | F | G | H | I | K | L | M | N | O | P | Q | R | S | T | V | X |

## Llatí clàssic

Lletres Claudias.

Després de la conquesta de Grècia al segle ii aC a. C. eses va adoptar la «I», col·locant-les al final de l'alfabet. L'intent de l'emperador Claudi d'introduir tres lletres addicionals, les lletres clàudies, va tenir una vida molt curta. El nou alfabet llatí contenia llavors 23 lletres que ja tenien la forma de les nostres majúscules:
| Lletra                  | A    | B     | C     | D      | E    | F    | G     | H     | I     | K            | L            | M        |
| ----------------------- | ---- | ----- | ----- | ------ | ---- | ---- | ----- | ----- | ----- | ------------ | ------------ | -------- |
| Nom                     | ā    | bē    | cē    | dē     | ē    | ef   | gē    | hā    | ī     | kā           | el           | em       |
| Pronúncia (AFI) del nom | /aː/ | /beː/ | /keː/ | /deː/  | /eː/ | /ef/ | /geː/ | /haː/ | /iː/  | /kaː/        | /el/         | /em/     |
| Lletra                  | N    | O     | P     | Q      | R    | S    | T     | U     | X     | Y            | Y            | Z        |
| Nom                     | en   | ō     | pē    | qū     | er   | es   | tē    | ū     | ex    | ī graeca     | ī graeca     | zēta     |
| Pronúncia (AFI) del nom | /en/ | /oː/  | /peː/ | /kʷuː/ | /er/ | /es/ | /teː/ | /oː/  | /eks/ | /iː ˈgraeka/ | /iː ˈgraeka/ | /ˈzeːta/ |

Cal destacar l'absència d'alguna lletra equivalent a la j. Els romans usaven la i tant per representar el fonema /i/ com el /j/, per exemple en paraules com Iulius o iustitiae (Juli i justícia respectivament).

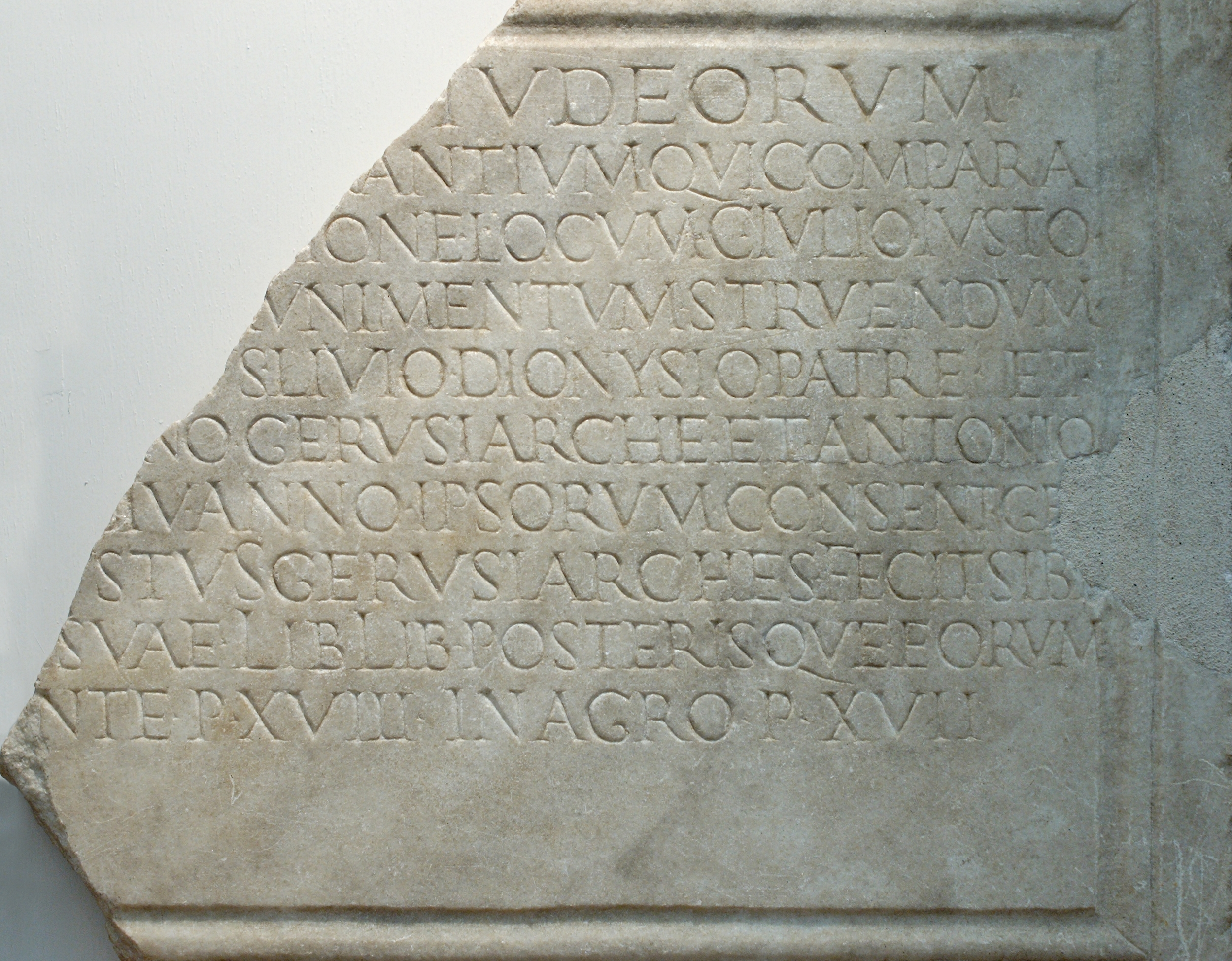
Inscripció en lletres majúscules quadrades en les termes de Julius Justus.

Existeix controvèrsia sobre el nom llatí d'algunes lletres. Els romans no van adoptar els seus noms grecs, que tenen origen semític. En general els noms de les consonants oclusives es van formar afegint una /eː/ després del so representat per la lletra (amb l'excepció de C, K, i Q que van necessitar vocals diferents per diferenciar-les) mentre que a la resta de les consonants se'ls va afegir la /i/ abans del seu so. El nom de les vocals va passar a representar el seu so. Quan es va introduir la lletra «Y» segurament s'anomenava hy /hyː/ com en grec (el nom ípsilon encara no existia) però va canviar a «i graeca» (i grega) perquè als parlants del llatí els resultava difícil diferenciar els sons /i/ i /y/. Per a la «Z» es va adoptar el seu nom grec, zeta.

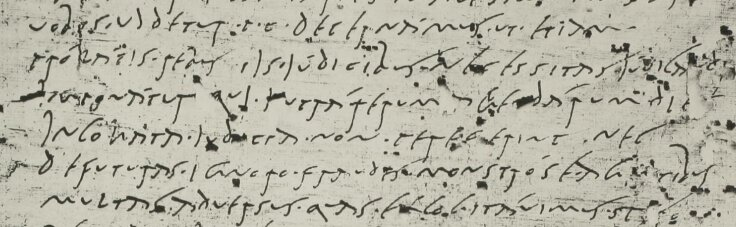
Tros de papir escrit amb cal·ligrafia cursiva romana antiga amb extractes de discursos pronunciats al Senat sota el regnat de Claudi.